# Hoogwatergeul

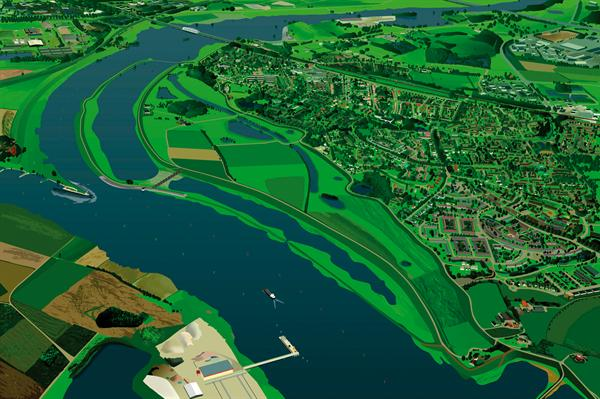
Hondsbroeksche Pleij, hoogwatergeul bij de splitsing van Nederrijn en IJssel

Een hoogwatergeul is een door mensen gemaakte aftakking van een rivier die in geval van een extreem hoge waterstand een deel van het water op een gecontroleerde manier afvoert. Met een hoogwatergeul wordt voorkomen dat verdere dijkverhoging noodzakelijk is. De geul kan zijn uitgegraven of bestaan uit een natuurlijke laagte in het landschap. Indien hij buiten de uiterwaard is gelegen wordt hij aan weerszijden bedijkt tot op dezelfde hoogte als de rivier. Wanneer de geul niet in gebruik is kan het land tussen de dijken gebruikt worden voor landbouw of recreatie. Het gebied kan ook als natuurgebied worden ingericht. Het gebruik mag uiteraard de afvoer van water niet hinderen. Aanleg van hoogwatergeulen en nevengeulen heeft, net als verlaging van uiterwaarden een capaciteitsvergrotende functie voor het riviersysteem. Wanneer de afvoercapaciteit plaatselijk wordt vergroot bestaat altijd het risico dat de wateroverlast zich benedenstrooms verplaatst. Hiermee wordt bij de planning rekening gehouden.
Een hoogwatergeul kan stroomafwaarts het water voorbij een vernauwing terugvoeren naar dezelfde rivier. In dat geval spreekt men van een bypass. Het water kan ook naar een andere rivier of ander oppervlaktewater worden afgevoerd. Het verschil tussen een hoogwatergeul en een nevengeul is dat een hoogwatergeul alleen door de rivier gevoed wordt bij een hoge waterstand.
Het aanleggen van extra geulen is in veel landen noodzakelijk geworden in verband met de klimaatverandering. Voor de Nederlandse rivieren bleek de noodzaak bij de extreem hoge waterstanden van 1995.